# L'Idiote
L'Idiote est une pièce de théâtre de Marcel Achard créée au théâtre Antoine le 23 septembre 1960.
Création :
- Mise en scène : Jean Meyer
- Scénographie : Georges Wakhévitch
- Personnages et interprètes :
  - Josefa Lanthenay : Annie Girardot
  - Camille Sevigné : Jean-Pierre Cassel
  - Benjamin Beaurevers : Daniel Ceccaldi
  - Antoinette Sevigné : Nicole Denis
  - Julien Morestan : Christian Marin
  - Édouard Lablache : Henri Nassiet
  - Marie-Dominique Beaurevers : Liliane Patrick
  - Me Élie Cardinal : Michel Vocoret
  - Le garde : Pierre Durou
  - Un autre garde : Segal

La pièce est notamment connue pour avoir inspiré le Quand l'inspecteur s'emmêle (1964) de Blake Edwards, de la série La Panthère rose.